# Стеван Дедијер
Стеван Дедијер (Сарајево, 25. јун 1911 — Дубровник, 13. јун 2004) био је нуклеарни физичар, социјални теоретичар, публициста и обавештајац.

## Биографија
Рођен је 25. јуна 1911. године у Сарајеву. Његов отац Јевто Дедијер био је доцент географије на Београдском универзитету, а млађи брат Владимир познати историчар и биограф Јосипа Броза Тита.
Од 1924. до 1929. године похађао је Интернационални колеџ „Монте Марио“ у Риму. Године 1929. отишао је у Америку, где је 1930. године завршио престижну приватну средњу школу „Тафт”, а четири године касније дипломирао физику на Универзитету Принстон. Године 1936. године постао је члан Комунистичке партије, због чега месец дана проводи у америчком затвору, а до почетка Другог светског рата радио је као новинар у Питсбургу и Њујорку, а крајем 1937. године помаже Мустафи Голубићу да напусти САД.
Када је почео Други светски рат, Стеван је позван у америчку обавештајну службу (ОСС), претечу Централне обавештајне агенције (ЦИА). Било је планирано његово пребацивање у Југославију, у штаб Драже Михаиловића, али пошто се Стеван изјаснио као комуниста, избачен је из обавештајне службе.
Касније је пребачен у 101. америчку ваздухопловну дивизију, у којој је био један од најбољих редова и припадник личног обезбеђења генерала Макса Тејлора. Учествовао је у 
савезничком искрцавању у Нормандији, јуна 1944. године. Сам Двајт Ајзенхауер му је дозволио да се почетком 1945. године пребаци у Југословенску армију (ЈА).
Радио је као обавештајац за Управу државне безбедности (УДБ) 1947. године за време грађанског рата у Грчкој.
После рата је био новинар у Борби, а потом извесно време уредник у Политици и ТАНЈУГ-у.
Од 1950. до 1957. године био је директор Института за нуклеарна истраживања у Београду и Института „Руђер Бошковић“ у Загребу. Заједно са Павлом Савићем радио је на југословенском нуклеарном програму.
Године 1961. Дедијер је напустио ФНРЈ и отишао у Шведску, где је на Универзитету у Лунду формирао, прву у свету, Катедру за обавештајну делатност у друштву и привреди.
Почетком деведесетих година, отворено је критиковао политику Слободана Милошевића и српску националну елиту, доводећи их у везу са идејом Велике Србије. Почетком 2003. године послао је отворено писмо премијеру Зорану Ђинђићу, у коме је предлагао да се распусти и потпуно реорганизује САНУ, јер се „не бави развитком креативне моћи српског народа у науци, технологији, у изумима и иновацијама“.
Женио се три пута и имао четворо деце.
Преминуо је 13. јуна 2004. године, у 93. години, у Дубровнику, у коме је провео последње године живота.